# Чулпан (Буздяцький район)
Чулпа́н (рос. Чулпан, башк. Сулпан) — присілок (в минулому селище) у складі Буздяцького району Башкортостану, Росія. Входить до складу Уртакульської сільської ради.
Населення — 76 осіб (2010; 72 у 2002).
Національний склад:
- башкири — 78 %